# Darla Crane
Darla Crane (Los Ángeles, California; 21 de mayo de 1966) es una actriz pornográfica, modelo fetish y directora de cine porno estadounidense.

## Carrera
La carrera de Crane en la industria del cine para adultos comenzó en 1990 cuando ella tenía cerca de veinticuatro años de edad. Ella comenzó a dirigir películas y videos en 1994 con Pretty Tied Up (II). A lo largo de su carrera, ha trabajado para productoras como Adam & Eve, Brazzers, Elegant Angel, Evil Angel, Girlfriends Films, Harmony Concepts, Jill Kelly Productions, Seymore Butts, Vivid Entertainment Group y Zero Tolerance.
Además de actuar y dirigir, Crane también ha producido y fotografiado bajo su nombre. Ella también es conocida por su suplantación a la modelo Bettie Page.

### Apariciones
Crane ha aparecido en tres documentales: Panel Discusion in 1997, Nightmoves in 2005 and Mondo Bondo in 2007.

## Premios y nominaciones
| Año  | Ceremonia    | Resultado | Premio                        |
| ---- | ------------ | --------- | ----------------------------- |
| 2003 | Premios XRCO | Nominada  | Unsung Siren                  |
| 2012 | Premios AVN  | Nominada  | Artista MILF / Cougar del año |
| 2012 | Premios XRCO | Nominada  | Best Cumback                  |